# Tüledi Araldary
Tüledi Araldary är öar i Kazakstan. De ligger i oblystet Mangghystau, i den västra delen av landet, 1 700 km väster om huvudstaden Astana.